# Джейд (имя)
Джейд (англ. Jade) — это имя, произошедшее от названия поделочного камня жад, который используется в искусстве и ювелирном деле. Название происходит от испанского piedra de la ijada, что означает «камень кишечника». Существовало поверье, что если положить жад на живот, то он может вылечить колики у младенцев. Камень очень ценится в азиатских странах. Конфуций считал, что он обладает свойствами, побуждающими к чистоте, смелости и честности. Китайских императоров хоронили в костюмах, сделанных из этого камня, потому что они верили в то, что он поможет им жить вечно.
Это имя было самым популярным среди имён, данных новорожденным девочкам во Франции в 2022 году. Оно вошло в пятёрку самых популярных имён для новорожденных девочек в Монако в 2023 году. Это имя использовалось как для мальчиков, так и для девочек в Соединённых Штатах и в настоящее время входит в 1000 лучших имён для американских девочек. В середине 1990-х годов оно входило в 1000 самых распространённых имён для мальчиков, родившихся в Соединённых Штатах. В середине 1990-х годов имя Джейд входило в топ-25 самых популярных имён для девочек в Англии и Уэльсе. В последние годы оно также входило в число самых распространённых имён для девочек в Шотландии, Ирландии, Бельгии, Канаде, Австралии и Северной Ирландии. Джада (англ. Jada; вариант имени) также было популярным именем для девочек, родившихся в США и Канаде за последние годы. Вариант произношения Джейда (англ. Jayda) также было популярным именем за последние годы в Соединенных Штатах. Вариант произношения Джайда (англ. Jaida) также используется для американских девочек. Итальянский вариант имени Джада (итал. Giada) также был широко распространён в США. Джейден (англ. Jaden), также популярное имя для мальчиков и девочек в США с несколькими вариантами написания, иногда рассматривается как вариант имени Джейд.

## Известные носители

### Женщины
- Джейд Гуди (1981—2009) — британская телевизионная персона
- Джейд Джаггер (р. 1971) — дочь Мика Джаггера
- Джейд Джонс (р. 1993) — валлийская тхэквондистка
- Джейд Коул (р. 1979) — американская модель
- Джейд Кэри (р. 2000) — американская гимнастка
- Джейд Реймонд (р. 1975) — канадская продюсер видеоигр
- Джейд Фёруолл (р. 1992) — британская певица
- Джейд Юэн (р. 1988) — британская певица и актриса
- Жаде Барбоза (р. 1991) — бразильская гимнастка

### Мужчины
- Джейд Норт (р. 1982) — австралийский фотболист
- Джейд Пьюджет (р. 1973) — американский музыкант и продюсер

## Персонажи
- Джейд — персонаж американской кинокомедии «Мальчишник в Вегасе» (2009)
- Джейд (DC Comics) — супергероиня DC Comics
- Джейд (Beyond Good & Evil) — главная героиня видеоигры Beyond Good & Evil (2003)
- Джейд (Mortal Kombat) — игровой персонаж из серии Mortal Kombat
- Джейд/Дитя Индиго — персонаж игры Fahrenheit (2005)
- Джейд Чан — племянница Джеки из телевизионного мультсериала «Приключения Джеки Чана»
- Джейд — персонаж манги «Страна самоцветов» и телесериала на её основе
- Джейд Кёртисс — персонаж видеоигры Tales of the Abyss (2005)
- Джейд Харли — персонаж веб-комикса Homestuck
- Джейд Эррера — персонаж американского научно-фантастического телесериала в жанре ужасов «Извне»
- Джейд Вест — персонаж американского ситкома «Виктория-победительница»
- Джейд Уилсон — персонаж американского полнометражного мультфильма в жанре комедии «Юные титаны, вперёд!» (2018)
- Джейд — игровой персонаж видеоигры Honkai: Star Rail (2023)
- Джейд — игровой персонаж видеоигры Fire Emblem Engage[англ.] (2023)
- Джейд — персонаж видеоигры Dragon Quest XI[англ.] (2007)
- Джейд — персонаж песни Cadence and Cascade британской рок-группы King Crimson
- Джейд — персонаж линейки игрушек Bratz
- Джейд — персонаж-талисман музыкального канала на YouTube, названный в честь этого канала (Lofi Girl § Персонаж[10])